# WWE All Stars
WWE All Stars ist ein Wrestling-Videospiel, das von THQ entwickelt wurde und am 29. März 2011 für die PlayStation 2, PlayStation 3, die PlayStation Portable, die Xbox 360 sowie für die Wii und den Nintendo 3DS veröffentlicht wurde. Das Spiel beinhaltet derzeitige sowie ehemalige WWE Wrestler, die in schnellen und actionreichen Matches aufeinandertreffen.

## Spielprinzip
Im Gegensatz zu der Videospielreihe WWE SmackDown vs. Raw, die eher auf Simulation basiert, bietet WWE All-Stars viel Action und ein Arcade-Gameplay. Das Spiel ist eine Mischung aus einem Wrestling- und einem Fighting-Game-Spiel. Einige aktive Wrestler wie Kofi Kingston, Randy Orton, Triple H, The Undertaker und John Cena sowie ehemalige Wrestler wie The Ultimate Warrior, André the Giant, Hulk Hogan, Bret Hart, Jake the Snake, Eddie Guerrero und „Macho Man“Randy Savage sind spielbar.
Es beinhaltet außerdem einen Path-of-Champions-Modus, bei dem der Spieler entweder WWE Champion (Randy Ortons Path), World Heavyweight Champion (The Undertakers Path) oder WWE Tag Team Champion (DXs Path) wird. Weiterhin sind im Spiel auch alternative Ringkleidungen für die Wrestler vorhanden.